# Dehtář (Vogelschutzgebiet)
Das europäische Vogelschutzgebiet Dehtář liegt in Südböhmen in Tschechien. Das etwa 3,5 km² große Vogelschutzgebiet umfasst den gleichnamigen Teich und dessen Uferbereiche. Der Teich hat eine besondere Bedeutung als Rastplatz für ziehende Wasservögel, insbesondere die Graugans und die Krickente. Auf den künstlichen Inseln befinden sich zwei Brutkolonien der Flussseeschwalbe die vergesellschaftet mit Lachmöwen nistet. Bei niedrigen Wasserständen zieht der Teich auch Limikolen an. Daneben weist der Teich auch eine sehr artenreiche Teichbodenflora auf.

## Schutzzweck
Folgende Vogelarten sind für das Gebiet gemeldet; Arten, die im Anhang I der Vogelschutzrichtlinie geführt sind, sind mit * gekennzeichnet:
| Bild             | Anhang I | EU Code | Art              | wissenschaftlicher Name |
| ---------------- | -------- | ------- | ---------------- | ----------------------- |
| Graugans         |          | A403    | Graugans         | Anser anser             |
| Flussseeschwalbe | *        | A193    | Flussseeschwalbe | Sterna hirundo          |